# Films américains sortis en 2023
Listes de films américains
- 2019
- 2020
- 2021
- 2022
- 2023
- 2024
- 2025
- 2026
- 2027

Liste des principaux films américains sortis en 2023.
| Film                                         | Titre original                          | Réalisation                                             | Casting                                                                  |
| -------------------------------------------- | --------------------------------------- | ------------------------------------------------------- | ------------------------------------------------------------------------ |
| Candy Land                                   |                                         | John Swab                                               | Olivia Luccardi, Eden Brolin                                             |
| M3GAN                                        |                                         | Gerard Johnstone                                        | Allison Williams, Violet McGraw                                          |
| The Old Way                                  |                                         | Brett Donowho                                           | Nicolas Cage, Shiloh Fernandez                                           |
| Le Prix à payer                              | The Price We Pay                        | Ryūhei Kitamura                                         | Emile Hirsch, Stephen Dorff                                              |
| Chien perdu                                  | Dog Gone                                | Stephen Herek                                           | Rob Lowe                                                                 |
| Door Mouse                                   |                                         | Avan Jogia                                              | Hayley Law, Donal Logue, Famke Janssen, Avan Jogia                       |
| The Drop                                     |                                         | Sarah Adina Smith                                       | Jermaine Fowler, Anna Konkle                                             |
| House Party                                  |                                         | Calmatic                                                | Tosin Cole, Jacob Latimore                                               |
| Jethica                                      |                                         | Pete Ohs                                                | Callie Hernandez, Ashley Denise Robinson                                 |
| Mayday                                       | Plane                                   | Jean-François Richet                                    | Gerard Butler, Mike Colter                                               |
| The Seven Faces of Jane                      |                                         | Gillian Jacobs, Ken Jeong, Gia Coppola, Ryan Heffington | Gillian Jacobs, Joel McHale                                              |
| Sick                                         |                                         | John Hyams                                              | Gideon Adlon, Dylan Sprayberry                                           |
| The House                                    | Skinamarink                             | Kyle Edward Ball                                        | Lucas Paul, Dali Rose Tetreault                                          |
| Enys Men                                     |                                         | Mark Jenkin                                             | Mary Woodvine, John Woodvine                                             |
| There's Something Wrong With the Children    |                                         | Roxanne Benjamin                                        | Zach Gilford, Amanda Crew                                                |
| Missing : Disparition inquiétante            | Missing                                 | Will Merrick et Nicholas D. Johnson                     | Storm Reid, Nia Long                                                     |
| When You Finish Saving the World             |                                         | Jesse Eisenberg                                         | Julianne Moore, Finn Wolfhard, Alisha Boe                                |
| Alice, Darling                               |                                         | Mary Nighy                                              | Anna Kendrick, Wunmi Mosaku                                              |
| Blaze                                        |                                         | Del Kathryn Barton                                      | Simon Baker, Yael Stone                                                  |
| Teen Wolf: The Movie                         |                                         | Russell Mulcahy                                         | Tyler Posey, Crystal Reed, Holland Roden, Tyler Hoechlin, Shelley Hennig |
| Fear                                         |                                         | Deon Taylor                                             | Joseph Sikora, Ruby Modine                                               |
| Life Upside Down                             |                                         | Cecilia Miniucchi                                       | Bob Odenkirk, Radha Mitchell                                             |
| Infinity Pool                                |                                         | Brandon Cronenberg                                      | Alexander Skarsgård, Mia Goth                                            |
| Unwelcome                                    |                                         | Jon Wright                                              | Hannah John-Kamen, Douglas Booth                                         |
| Unexpected                                   |                                         | David Hunt                                              | Anna Camp, Joseph Mazzello                                               |
| The Reading                                  |                                         | Courtney Glaude                                         | Mo'Nique, Chasity Sereal                                                 |
| Marooned Awakening                           |                                         | Musaab Mustafa                                          | Murray McArthur, Cameron Ashplant                                        |
| A Lot of Nothing                             |                                         | Mo McRae                                                | Y'lan Noel, Cleopatra Coleman, Justin Hartley                            |
| Baby Ruby                                    |                                         | Bess Wohl                                               | Noémie Merlant, Kit Harington                                            |
| Erin's Guide To Kissing Girls                |                                         | Julianna Notten                                         | Elliot Stocking, Jesyca Gu                                               |
| Ghost Therapy                                | The Civil Dead                          | Clay Tatum                                              | Clay Tatum, Whitmer Thomas                                               |
| Knock at the Cabin                           |                                         | M. Night Shyamalan                                      | Jonathan Groff, Ben Aldridge, Kristen Cui                                |
| The Locksmith                                |                                         | Nicholas Harvard                                        | Ryan Phillippe, Kate Bosworth                                            |
| She Is Love                                  |                                         | Jamie Adams                                             | Haley Bennett, Sam Riley, Marisa Abela                                   |
| La Jeune fille et la mer                     | True Spirit                             | Sarah Spillane                                          | Anna Paquin, Cliff Curtis                                                |
| Among The Beasts                             |                                         | Matthew Newton                                          | Tory Kittles, Libe Barer                                                 |
| At Midnight                                  |                                         | Jonah Feingold                                          | Diego Boneta, Monica Barbaro                                             |
| Daughter                                     |                                         | Corey Deshon                                            | Casper Van Dien, Ian Alexander                                           |
| Magic Mike : Dernière danse                  | Magic Mike's Last Dance                 | Steven Soderbergh                                       | Channing Tatum, Salma Hayek                                              |
| Quelqu'un que j'ai bien connu                | Somebody I Used To Know                 | Dave Franco                                             | Alison Brie, Jay Ellis                                                   |
| Toi chez moi et vice-versa                   | Your Place Or Mine                      | Aline Brosh McKenna                                     | Reese Witherspoon, Ashton Kutcher                                        |
| Consecration                                 |                                         | Christopher Smith                                       | Jena Malone, Danny Huston                                                |
| Seriously Red                                |                                         | Gracie Otto                                             | Krew Boylan, Daniel Webber                                               |
| Swallowed                                    |                                         | Carter Smith                                            | Jena Malone, Cooper Koch, José Colon                                     |
| Ant-Man et la Guêpe : Quantumania            | Ant-Man and the Wasp: Quantumania       | Peyton Reed                                             | Paul Rudd, Jonathan Majors, Michelle Pfeiffer                            |
| Devil's Peak                                 |                                         | Ben Young                                               | Billy Bob Thornton, Robin Wright                                         |
| The Integrity of Joseph Chambers             |                                         | Robert Machoian                                         | Jordana Brewster, Clayne Crawford                                        |
| Sharper                                      |                                         | Benjamin Caron                                          | Julianne Moore, Briana Middleton                                         |
| Who Are You People                           |                                         | Ben Epstein                                             | Ema Horvath, Devon Sawa, Alyssa Milano                                   |
| Of An Age                                    |                                         | Goran Stolevski                                         | Thom Green, Hattie Hook, Elias Anton                                     |
| Chasing Lemons                               |                                         | Savanna Castro                                          | Joel Drabble, Savanna Castro                                             |
| Crazy Bear                                   | Cocaine Bear                            | Elizabeth Banks                                         | Keri Russell, O'Shea Jackson Jr.                                         |
| Des bleus dans l'âme                         | Bruiser                                 | Miles Warren                                            | Jalyn Hall, Trevante Rhodes                                              |
| Jesus Revolution                             |                                         | Jon Erwin et Brent McCorkle                             | Joel Courtney, Kelsey Grammer                                            |
| Linoleum                                     |                                         | Colin West                                              | Jim Gaffigan, Rhea Seehorn                                               |
| Making Him Famous                            |                                         | Burgess Jenkins                                         | Vonii Bristow, Cameron Arnett                                            |
| We Have a Ghost                              |                                         | Christopher Landon                                      | Jahi Di'Allo Winston, David Harbour                                      |
| Et l'amour dans tout ça ?                    | What's Love Got To Do With It ?         | Shekhar Kapur                                           | Lily James, Shazad Latif                                                 |
| Spoonful of sugar                            |                                         | Mercedes Bryce Morgan                                   | Morgan Saylor, Kat Foster                                                |
| A Little White Lie                           | Shriver                                 | Michael Maren                                           | Michael Shannon, Kate Hudson                                             |
| Creed 3                                      | Creed III                               | Michael B. Jordan                                       | Michael B. Jordan, Jonathan Majors                                       |
| Palm Trees and Power Lines                   |                                         | Jamie Dack                                              | Gretchen Mol, Jonathan Tucker                                            |
| Unseen                                       |                                         | Yoko Okumura                                            | Missi Pyle, Midori Francis                                               |
| Craving                                      |                                         | J. Horton                                               | Felissa Rose, Al Gomez                                                   |
| The Portable Door                            |                                         | Jeffrey Walker                                          | Patrick Gibson, Miranda Otto                                             |
| Bunker                                       |                                         | Adrian Langley                                          | Roger Clark, Luke Baines                                                 |
| Champions                                    |                                         | Bobby Farrelly                                          | Woody Harrelson, Kaitlin Olson                                           |
| Le Pari de Chang                             | Chang Can Dunk                          | Jingyi Shao                                             | Bloom Li, Chase Liefeld                                                  |
| Scream 6                                     | Scream VI                               | Tyler Gillett et Matt Bettinelli-Olpin                  | Melissa Barrera, Jenna Ortega                                            |
| Southern Gospel                              |                                         | Jeffrey A. Smith                                        | Max Ehrich, Katelyn Nacon                                                |
| Luther : Soleil déchu                        | Luther : The Fallen Sun                 | Jamie Payne                                             | Idris Elba, Cynthia Erivo                                                |
| The End of Sex                               |                                         | Sean Garrity                                            | Emily Hampshire, Jonas Chernick                                          |
| All The World Is Sleeping                    |                                         | Ryan Lacen                                              | Melissa Barrera, Jackie Cruz                                             |
| American Cherry                              |                                         | Marcella Cytrynowicz                                    | Leonor Varela, Matty Cardapole                                           |
| L'Eléphante du magicien                      | The Magician's Elephant                 | Wendy Rogers                                            |                                                                          |
| L'Étrangleur de Boston                       | Boston Strangler                        | Matt Ruskin                                             | Keira Knightley, Carrie Coon                                             |
| Moving On                                    |                                         | Paul Weitz                                              | Jane Fonda, Lily Tomlin                                                  |
| Pinball                                      | Pinball : The Man Who Saved the Game    | Austin & Meredith Bragg                                 | Mike Faist, Crystal Reed                                                 |
| Toi et moi ?                                 | Rye Lane                                | Raine Allen Miller                                      | David Jonsson Fray, Vivian Oparah                                        |
| Wildflower                                   |                                         | Matt Smukler                                            | Kiernan Shipka, Alexandra Daddario                                       |
| Brother                                      |                                         | Clément Virgo                                           | Lamar Johnson, Aaron Pierre                                              |
| Riceboy Sleeps                               |                                         | Anthony Shim                                            | Choi Seung Yoon, Ethan Hwang                                             |
| Allelujah                                    |                                         | Richard Eyre                                            | Judi Dench, David Bradley                                                |
| Marlowe                                      |                                         | Neil Jordan                                             | Liam Neeson, Diane Kruger, Jessica Lange                                 |
| My Sailor, My Love                           |                                         | Klaus Härö                                              | James Cosmo, Brid Brennan                                                |
| Coffee Wars                                  |                                         | Randall Miller                                          | Kate Nash, Toby Sebastian                                                |
| A Good Person                                |                                         | Zach Braff                                              | Florence Pugh, Morgan Freeman                                            |
| John Wick : Chapitre 4                       | John Wick : Chapter 4                   | Chad Stahelski                                          | Keanu Reeves, Donnie Yen                                                 |
| The Tutor                                    |                                         | Jordan Ross                                             | Noah Schnapp, Garrett Hedlund                                            |
| Last Sentinel                                |                                         | Tanel Toom                                              | Kate Bosworth, Lucien Laviscount                                         |
| A Thousand And One                           |                                         | A. V. Rockwell                                          | Teyana Taylor, Josiah Cross                                              |
| Acidman                                      |                                         | Alexandre Lehmann                                       | Dianna Agron, Thomas Haden Church                                        |
| Chrissy Judy                                 |                                         | Todd Flaherty                                           | Todd Flaherty, Wyatt Fenner                                              |
| Donjons et Dragons : L'Honneur des voleurs   | Dungeons & Dragons: Honor Among Thieves | Jonathan Goldstein et John Francis Daley                | Chris Pine, Michelle Rodriguez, Justice Smith, Sophia Lillis             |
| Space Oddity                                 |                                         | Kyra Sedgwick                                           | Kyle Allen, Alexandra Shipp                                              |
| Tetris                                       |                                         | Jon S. Baird                                            | Taron Egerton, Nikita Efremov                                            |
| Un bal pour Harvard                          | Prom Pact                               | Anya Adams                                              | Wendi McLendon-Covey, Jason Sakaki                                       |
| The Unheard                                  |                                         | Jeffrey A. Brown                                        | Lachlan Watson, Nick Sandow                                              |
| Black Bags                                   |                                         | Josh Brandon                                            | Laura Vandervoort, Olesya Rulin                                          |
| Air                                          |                                         | Ben Affleck                                             | Matt Damon, Ben Affleck, Viola Davis                                     |
| Super Mario Bros. le film                    | The Super Mario Bros Movie.             | Aaron Horvath et Michael Jelenic                        |                                                                          |
| Balloon Animal                               |                                         | Em Johnson                                              | Katherine Waddell, Ilia Volok                                            |
| Chupa                                        |                                         | Jonás Cuarón                                            |                                                                          |
| On a Wing and a Prayer                       |                                         | Sean McNamara                                           | Dennis Quaid, Heather Graham                                             |
| One True Loves                               |                                         | Andy Fickman                                            | Philippa Soo, Luke Bracey, Simu Liu                                      |
| Praise This                                  |                                         | Tina Gordon Chism                                       | Chloe Bailey                                                             |
| Sabotage                                     | How To Blow Up A Pipeline               | Daniel Goldhaber                                        | Kristine Frøseth, Lukas Gage                                             |
| Showing Up                                   |                                         | Kelly Reichardt                                         | Michelle Williams, Hong Chau                                             |
| Simulant                                     |                                         | April Mullen                                            | Robbie Amell, Simu Liu                                                   |
| Soft                                         |                                         | Joseph Amenta                                           | Matteus Lunot, Harlow Joy                                                |
| Lola                                         |                                         | Andrew Legge                                            | Stefanie Martini, Emma Appleton                                          |
| Operation Fortune: Ruse de guerre            |                                         | Guy Ritchie                                             | Jason Statham, Aubrey Plaza                                              |
| Beautiful Disaster                           |                                         | Roger Kumble                                            | Libe Barer, Dylan Sprouse                                                |
| Mafia Mamma                                  |                                         | Catherine Hardwicke                                     | Toni Collette, Monica Bellucci                                           |
| Back On The Strip                            |                                         | Chris Spencer                                           | Kevin Hart, Colleen Camp                                                 |
| Cherry                                       |                                         | Sophie Galibert                                         | Hannah Aline, Alex Trewhitt                                              |
| Dark Entities                                |                                         | Brandon McLemore                                        | Elena Ontiveros, Brandon McLemore                                        |
| L'Exorciste du Vatican                       | The Pope's Exorcist                     | Julius Avery                                            | Russell Crowe                                                            |
| One Of These Days                            |                                         | Bastian Günther                                         | Joe Cole, Carrie Preston                                                 |
| Rare Objects                                 |                                         | Katie Holmes                                            | Purva Bedi, Katie Holmes                                                 |
| Renfield                                     |                                         | Chris McKay                                             | Nicholas Hoult, Nicolas Cage                                             |
| Sweetwater                                   |                                         | Martin Guigui                                           | Everett Osborne, Cary Elwes                                              |
| Two Sinners And A Mule                       |                                         | Raliegh Wilson                                          | Cam Gigandet, Chantelle Albers                                           |
| Barber                                       |                                         | Fintan Connolly                                         | Aidan Gillen, Aisling Kearns                                             |
| The Last Kingdom : Sept rois doivent mourir  | Seven Kings Must Die                    | Edward Bazalgette                                       | Alexander Dreymon, Harry Gilby                                           |
| Le Date le plus long                         | Longest Third Date                      | Brent Hodge                                             |                                                                          |
| Quasi                                        |                                         | Kevin Heffernan                                         | Brian Cox, Steve Lemme                                                   |
| L'Amour en touriste                          | A Tourist's Guide To Love               | Steven K. Tsuchida                                      | Rachael Leigh Cook, Scott Ly                                             |
| The Best Man                                 |                                         | Shane Dax Taylor                                        | Brendan Fehr, Nicky Whelan                                               |
| Chevalier                                    |                                         | Stephen Williams                                        | Kelvin Harrison Jr., Lucy Boynton                                        |
| Evil Dead Rise                               |                                         | Lee Cronin                                              | Alyssa Sutherland, Lily Sullivan                                         |
| Gringa                                       |                                         | Marny Eng et E. J. Foerster                             | Roselyn Sánchez, Judy Greer                                              |
| Judy Blume Forever                           |                                         | Davina Pardo et Leah Wolchok                            |                                                                          |
| Misanthrope                                  | To Catch A Killer                       | Damián Szifrón                                          | Shailene Woodley, Ben Mendelsohn                                         |
| Somewhere In Queens                          |                                         | Ray Romano                                              | Ray Romano, Laurie Metcalf                                               |
| The Tank                                     |                                         | Scott Walker                                            | Luciane Buchanan, Mark Mitchinson                                        |
| The Covenant                                 |                                         | Guy Ritchie                                             | Jake Gyllenhaal, Dar Salim                                               |
| God's Petting You                            |                                         | Jamie Patterson                                         | Alice Lowe, George Webster                                               |
| Kindling                                     |                                         | Connor O'Hara                                           | George Sommer, Conrad Khan                                               |
| Invitation To A Murder                       |                                         | Stephen Shimek                                          | Mischa Barton, Chris Browning                                            |
| The Artifice Girl                            |                                         | Franklin Ritch                                          | Tatum Matthews, Lance Henriksen                                          |
| Dieu, tu es là ? C'est moi, Margaret         | Are You There, God ? It's Me, Margaret. | Kelly Fremon Craig                                      | Abby Ryder Fortson, Rachel McAdams                                       |
| Big George Foreman                           |                                         | George Tillman Jr.                                      | Khris Davis, Jasmine Mathews                                             |
| L'Horloge                                    | Clock                                   | Alexis Jacknow                                          | Dianna Agron                                                             |
| Paint                                        |                                         | Brit McAdams                                            | Owen Wilson, Elisabeth Henry                                             |
| Peter Pan et Wendy                           | Peter Pan & Wendy                       | David Lowery                                            | Alexander Molony, Ever Anderson                                          |
| Second Chances                               |                                         | Rick Walker                                             | Allyson Cristofaro, Thesa Loving                                         |
| Sid Is Dead                                  |                                         | Eli Gonda                                               | Joey Bragg, Tyler Alvarez                                                |
| Snag                                         |                                         | Ben Milliken                                            | Jeannette Aguilar Harris                                                 |
| BlackBerry                                   |                                         | Matt Johnson                                            | Jay Baruchel, Glenn Howerton                                             |
| Ann                                          | Ciaran Creagh                           |                                                         | Ian Beattie, Eileen Walsh                                                |
| L'Improbable Voyage d'Harold Fry             | The Unlikely Pilgrimage of Harold Fry   | Hettie MacDonald                                        | Jim Broadbent, Penelope Wilton                                           |
| Giving Birth To A Butterfly                  |                                         | Theodore Schaefer                                       | Annie Parisse, Gus Birney                                                |
| Future Soldier                               |                                         | Ed Kirk                                                 | Sean Earl McPherson, Yasmine Alice                                       |
| I'll Be Watching                             |                                         | Erik Bernard                                            | Eliza Taylor, Bob Morley                                                 |
| One Ranger                                   |                                         | Jesse V. Johnson                                        | Thomas Jane, John Malkovich                                              |
| Love Again : un peu, beaucoup, passionnément | Love Again                              | James C. Strouse                                        | Priyanka Chopra Jonas, Sam Heughan                                       |
| Les Gardiens de la Galaxie Vol. 3            | Guardians of the Galaxy Vol. 3          | James Gunn                                              | Chris Pratt, Zoe Saldaña                                                 |
| Lakelands                                    |                                         | Patrick McGivney et Robert Higgins                      | Eanna Hardwicke, Danielle Galligan                                       |
| Butcher's Crossing                           |                                         | Gabe Polsky                                             | Nicolas Cage, Rachel Keller                                              |
| Carmen                                       |                                         | Benjamin Millepied                                      | Melissa Barrera, Paul Mescal                                             |
| Eating Miss Campbell                         |                                         | Liam Regan                                              | Lyndsey Craine, Lala Barlow                                              |
| La Flûte enchantée                           | The Magic Flute                         | Florian Sigl                                            | Jack Wolfe, Iwan Rheon                                                   |
| Give Me Pity!                                |                                         | Amanda Kramer                                           | Cricket Arrison, Reshma Gajjar                                           |
| Lonesome                                     |                                         | Craig Boreham                                           | Josh Lavery, Daniel Gabriel                                              |
| Punch                                        |                                         | Welby Ings                                              | Jordan Oosterhof, Conan Hayes, Tim Roth                                  |